# Toray Pan Pacific Open 2012
Toray Pan Pacific Open 2012 — жіночий тенісний турнір, що проходив на відкритих кортах з твердим покриттям. Це був 29-й за ліком Toray Pan Pacific Open. Належав до серії Premier у рамках Туру WTA 2012. Відбувся в Ariake Coliseum у Токіо (Японія). Тривав з 23 до 29 вересня 2012. Надія Петрова здобула титул в одиночному розряді.

## Очки і призові

### Нарахування очок
| Стадія                       | Одиночний розряд | Парний розряд |
| ---------------------------- | ---------------- | ------------- |
| Перемога                     | 900              | 900           |
| Фінал                        | 620              | 620           |
| півфінал                     | 395              | 395           |
| чвертьфінал                  | 225              | 225           |
| 1/8 фіналу                   | 125              | 1             |
| 1/16 фіналу                  | 70               | –             |
| 1/32 фіналу                  | 1                | –             |
| кваліфаєр                    | 30               | –             |
| Фінальний раунд кваліфікації | 20               | –             |
| 1-й раунд кваліфікації       | 1                | –             |

### Призові гроші
| Стадія                       | Одиночний розряд | Парний розряд |
| ---------------------------- | ---------------- | ------------- |
| Перемога                     | $385,000         | $110,000      |
| Фінал                        | $192,000         | $59,850       |
| півфінал                     | $96,100          | $31,600       |
| чвертьфінал                  | $44,250          | $16,800       |
| 1/8 фіналу                   | $22,000          | $9,150        |
| 1/16 фіналу                  | $11,300          | -             |
| 1/32 фіналу                  | $5,800           | -             |
| Фінальний раунд кваліфікації | $3,200           | -             |
| 1-й раунд кваліфікації       | $1,650           | -             |

## Учасниці основної сітки в одиночному розряді

### Сіяні учасниці
| Країна     | Гравчиня           | Рейтинг1 | Сіяна |
| ---------- | ------------------ | -------- | ----- |
| Білорусь   | Вікторія Азаренко  | 1        | 1     |
| Росія      | Марія Шарапова     | 2        | 2     |
| Польща     | Агнешка Радванська | 3        | 3     |
| Чехія      | Петра Квітова      | 5        | 4     |
| Німеччина  | Анджелік Кербер    | 6        | 5     |
| Італія     | Сара Еррані        | 7        | 6     |
| КНР        | Лі На              | 8        | 7     |
| Австралія  | Саманта Стосур     | 9        | 8     |
| Франція    | Маріон Бартолі     | 10       | 9     |
| Данія      | Каролін Возняцкі   | 11       | 10    |
| Сербія     | Ана Іванович       | 12       | 11    |
| Словаччина | Домініка Цібулкова | 13       | 12    |
| Росія      | Марія Кириленко    | 14       | 13    |
| Італія     | Роберта Вінчі      | 15       | 14    |
| Естонія    | Кая Канепі         | 16       | 15    |
| Чехія      | Луціє Шафарова     | 17       | 16    |
| Росія      | Надія Петрова      | 18       | 17    |

- 1 Рейтинг подано станом на 17 вересня 2012

### Інші учасниці
Нижче наведено учасниць, які отримали вайлдкард на участь в основній сітці:
- Кіміко Дате
- Каролін Гарсія
- Моріта Аюмі

Нижче наведено гравчинь, які пробились в основну сітку через стадію кваліфікації:
- Каміла Джорджі
- Джеймі Гемптон
- Бояна Йовановські
- Юганна Ларссон
- Курумі Нара
- Полін Пармантьє
- Сільвія Солер-Еспіноса
- Гезер Вотсон

Такі тенісистки потрапили в основну сітку як щасливий лузер:
- Андреа Главачкова

### Відмовились від участі
- Марія Кириленко (травма спини)

### Знялись
- Вікторія Азаренко (запаморочення)
- Андреа Главачкова (травма лівого стегна)
- Клара Закопалова (травма лівого зап'ястка)

## Учасниці основної сітки в парному розряді

### Сіяні пари
| Країна    | Гравчиня               | Країна    | Гравчиня         | Рейтинг1 | Сіяна |
| --------- | ---------------------- | --------- | ---------------- | -------- | ----- |
| США       | Ваня Кінґ              | Казахстан | Ярослава Шведова | 28       | 1     |
| Іспанія   | Нурія Льягостера Вівес | Індія     | Саня Мірза       | 30       | 2     |
| Словенія  | Катарина Среботнік     | КНР       | Чжен Цзє         | 31       | 3     |
| Німеччина | Анна-Лена Гренефельд   | Чехія     | Квета Пешке      | 41       | 4     |

- 1 Рейтинг подано станом на 17 вересня 2012

### Інші учасниці
Нижче наведено пари, які отримали вайлдкард на участь в основній сітці:
- Чжуан Цзяжун /  Кіміко Дате
- Даніела Гантухова /  Пен Шуай
- Анастасія Павлюченкова /  Луціє Шафарова

Наведені нижче пари отримали місце як заміна:
- Дарія Юрак /  Каталін Мароші

### Відмовились від участі
- Андреа Главачкова (травма лівого стегна)

## Переможниці та фіналістки

### Одиночний розряд
- Надія Петрова —  Агнешка Радванська 6–0, 1–6, 6–3

### Парний розряд
- Ракель Копс-Джонс /  Абігейл Спірс —  Анна-Лена Гренефельд /  Квета Пешке 6-1, 6-4